# Word Grammar
Word grammar es un modelo gramatical desarrollado por Richard Hudson. Está basado en la Gramática sistémico funcional y también incluye ideas de otros modelos gramaticales. Word grammar se encuadra dentro de la tradición de la Lingüística cognitiva que modela el lenguaje como un sistema general de conocimiento y no como una aptitud mental concreta. En este aspecto contrasta con la Gramática Transformacional de Noam Chomsky.
En el plano sintáctico es una teoría de dependencias gramaticales, en vez de estructuras de frase (o constituyentes inmediatos al estilo de Leonard Bloomfield), rechazando teorías como la X-barra.